# Ogończa pastynak
Ogończa pastynak, ogończa, pastynak (Dasyatis pastinaca) – gatunek ryby chrzęstnoszkieletowej z rodziny ogończowatych (Dasyatidae). 

## Występowanie
Wschodni Atlantyk od Norwegii do południowej Afryki oraz Morze Śródziemne i Morze Czarne.
Występuje w spokojnych, płytkich wodach przybrzeżnych, nad piaszczystym lub mulistym dnem na głębokości do 60 m. 

## Cechy morfologiczne
Mierzy maksymalnie do 2,5 m długości. Ciało silnie spłaszczone grzbietobrzusznie o kształcie rombowatej tarczy, płetwy piersiowe zaokrąglone. Pysk mały, lekko spiczasty, rozwartokątny. Skóra gładka, u starszych osobników mogą występować maleńkie haczyki i tępe kolce. Uzębienie składa się z 22–46 zębów, tworzących płytki. Brak płetwy grzbietowej i płetwy ogonowej. Trzon ogonowy długi, cienki, z kilem na górnej i dolnej stronie. Na trzonie ogonowym 1–2 długie ciernie, pokryte zadziorami.
Strona grzbietowa ciemnoszara, żółto- lub czerwonawobrązowa do oliwkowej, z białymi plamami u młodych osobników. Strona brzuszna brudnobiała z ciemnymi brzegami.
Maksymalna długość życia to 10 lat.

## Odżywianie
Żywi się małymi rybami żyjącymi na dnie oraz skorupiakami, mięczakami i jeżowcami.

## Rozród
Ryba żyworodna. Rozród przypada na okres pomiędzy majem a wrześniem. Zarodki zagnieżdżają się w kosmkach jajowodu i są przez nie odżywiane.